# 小倉興産
小倉興産株式会社（こくらこうさん）は、福岡県北九州市小倉北区に本社を置く、プロパティマネジメント、宅地建物取引業、ビルマネジメントなどを行う企業である。2012年よりビケンテクノの子会社。

## 概要
1931年（昭和6年）、株式会社浅野小倉製鋼所（後の住友金属工業、現・日本製鉄）より、小倉地先公有水面埋立竣工地の所有権とともに未竣工の385,002m2の埋立免許権を譲り受け、埋立事業を開始。その為、かつて小倉駅北側（浅野）地区に多くの不動産を所有し、KMMビル（1979年竣工）をはじめ、「小倉興産○○号館」等のビルを所有していた。
住友グループ広報委員会に参加していた。

## 沿革
- 1931年（昭和6年）- 小倉築港株式会社設立。初代社長は浅野財閥創始者の浅野総一郎[2]。
- 1951年（昭和26年）- 小倉興産株式会社（旧）に商号変更。
- 1961年（昭和36年）- 小倉興産1号館（2016年解体）を建設、賃貸ビル業を開始。
- 1990年（平成2年）- 福岡証券取引所上場（証券コード9891）。
- 1999年（平成11年）- 小倉興産の子会社として株式会社小倉興産倉庫物流設立。また、石油事業の営業譲渡及び自動車整備事業譲渡の為、子会社の小倉興産自動車整備株式会社の株式の70％を伊藤忠エネクスが取得、小倉興産エネルギー株式会社に社名変更[3]。
- 2003年（平成15年）- アドバンテッジパートナーズによる株式公開買付けにより当時の親会社である住友金属工業（現・新日鐵住金、58.30%保有）等から株式を買い付けた[4]結果、株式会社ケイ・ピー・ホールディングの子会社となり、上場廃止[5]。
- 2005年（平成17年）- 株式会社アパマンショップネットワークが子会社を通じ株式取得[6][7]。
- 2006年（平成18年）- 株式会社アパマンショップホールディングスが小倉興産株式会社（旧）を吸収合併。小倉興産倉庫物流が「小倉興産プロパティ」を経て、同年7月に小倉興産株式会社（新）に商号変更。
- 2012年（平成24年）- ビケンテクノが小倉興産（新）を100%子会社化。